# Långholmen (vid Lappdal, Kimitoön)
Långholmen är en ö i Finland. Den ligger i Skärgårdshavet och i kommunen Kimitoön i den ekonomiska regionen  Åboland i landskapet Egentliga Finland, i den sydvästra delen av landet. Ön ligger omkring 32 kilometer sydöst om Åbo och omkring 120 kilometer väster om Helsingfors.
Öns area är 42,9 hektar och dess största längd är 1,8 kilometer i öst-västlig riktning. Ön höjer sig omkring 35 meter över havsytan. I omgivningarna runt Långholmen växer i huvudsak barrskog.